# Allium crameri
Allium crameri là một loài thực vật có hoa trong họ Amaryllidaceae. Loài này được Asch. & Boiss. mô tả khoa học đầu tiên năm 1882.